# Valea Salciei
Valea Salciei è un comune della Romania di 845 abitanti, ubicato nel distretto di Buzău, nella regione storica della Muntenia.
Il comune è formato dall'unione di 3 villaggi: Modreni, Valea Salciei, Valea Salciei Cătun.